# Vectiraptor
Vectiraptor greeni is een vleesetende theropode dinosauriër, behorend tot de Maniraptora, die tijdens het vroege Krijt leefde in het gebied van het huidige Engeland.

## Vondst en naamgeving
In 2004 vond Mick Green, een amateurpaleontoloog uit Brighstone, aan de voet van de kliffen van Compton Bay op de zuidwestkust van Wight twee wervels. Zijn vriend, wijlen Nick Chase, vond dat jaar een paar meter verderop nog een wervel. Green voerde een preparering van de vondsten uit. In 2021 werden ze door donaties toegevoegd aan de collectie van de Isle of Wight County Museum Service en beschreven, waarbij men tot de conclusie kwam dat ze een nog onbekende soort vertegenwoordigden.

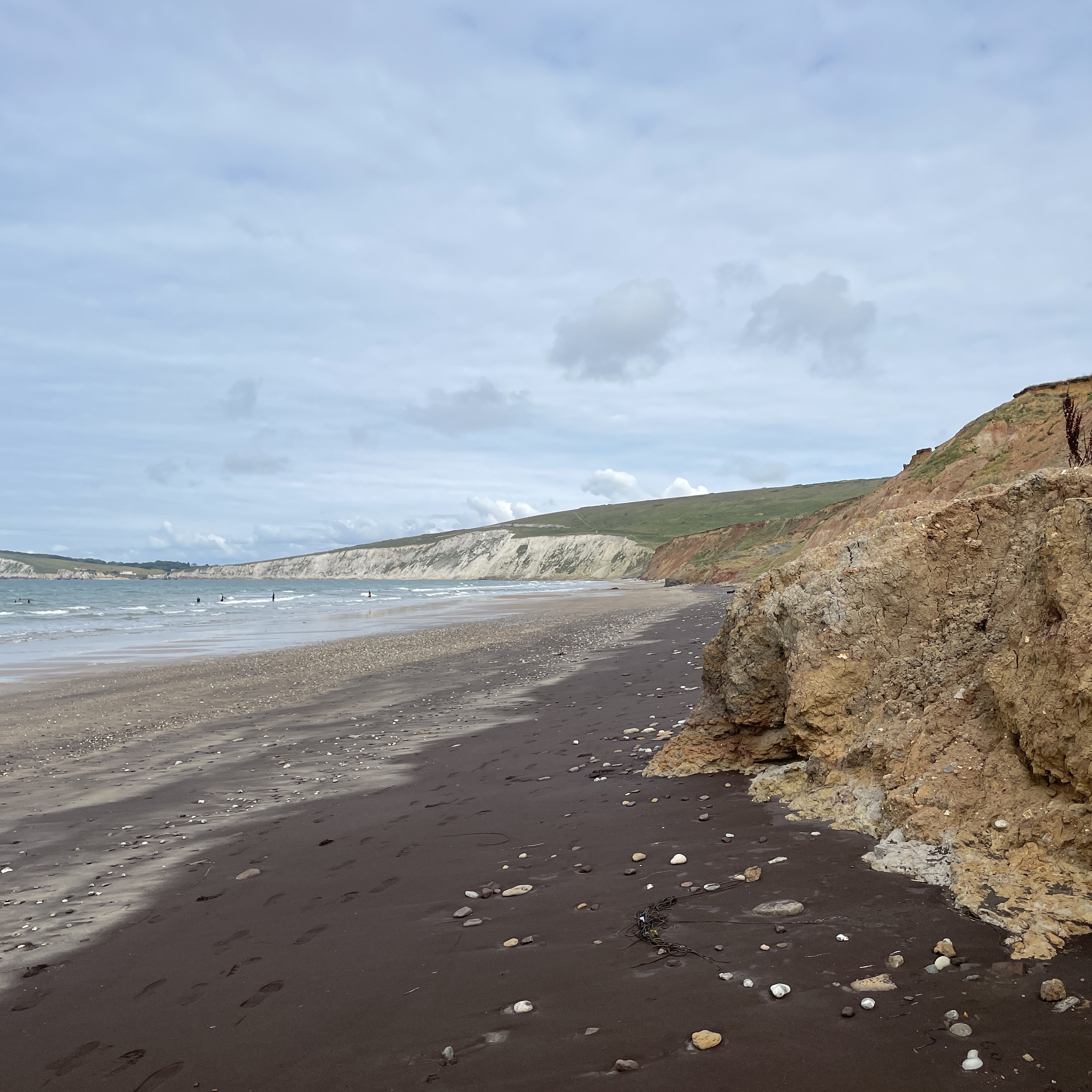
De kliffen van Compton Bay

In 2021 werd de typesoort Vectiraptor greeni benoemd en beschreven door Nicholas R. Longrich, David Michael Martill en Megan L. Jacobs. De geslachtsnaam is een combinatie van het Latijn Vectis, "Wight", en raptor, "rover". De soortaanduiding eert Green als ontdekker.
Het holotype IWCMS 2021.31.1-3, is gevonden in een laag van de Wessexformatie die dateert uit het Barremien. Het bestaat uit een voorste ruggenwervel (IWCMS 2021.31.2 gevonden door Chase), een achterste ruggenwervel (IWCMS 2021.31.1) en een stuk van een heiligbeen, IWCMS 2021.31.3, vermoedelijk bestaande uit delen van drie sacrale wervels. De wervels zijn alle in min of meerdere mate beschadigd, wat een correcte identificatie bemoeilijkt. Het betreft een volwassen individu waarvan de groei sterk vertraagd was. Zeven tot negen groeiringen in de buitenste botwand die nog langzaam verbreed werd, duiden op een leeftijd van twintig tot dertig jaar.
Van eerder op Wight gevonden grote dromaeosauride tanden, zoals de specimina IWCMS.2002.1, IWCMS.2002.3, IWCMS.2002.4 en BMNH R 16510, werd het door de beschrijvers waarschijnlijk geacht dat ze van Vectiraptor waren.

## Beschrijving

### Grootte en onderscheidende kenmerken

Vectiraptor in grootte vergeleken met Winston Churchill

Vectiraptor is een vrij grote dromaeosauride waarvan de lichaamslengte geschat werd op tweeënhalf tot drie meter. Dat duidt op een lichaamsgewicht van zo'n veertig kilogram.
De beschrijvers wisten enkele onderscheidende kenmerken vast te stellen. Twee daarvan zijn autapomorfieën, unieke afgeleide kenmerken. Bij de voorste ruggenwervels zijn de diepe driehoekige uithollingen op de onderzijde van het zijuitsteeksel die ook bij verwanten voorkomen, onderverdeeld door een extra richel. De doornuitsteeksels zijn zeer robuust gebouwd met brede verruwingen voor de aanhechting van kapsels.
Daarnaast is er een unieke combinatie van op zich niet unieke kenmerken. De voorste ruggenwervels hebben diepe driehoekige uithollingen op de onderzijde van het zijuitsteeksel. De voorste ruggenwervels hebben een diepe uitholling onder het achterste gewrichtsuitsteeksel. De wervelkolom is uitgebreid gepneumatiseerd, inclusief de wervellichamen, met vooraan kleine pleurocoelen, achteraan grote ovale pleurocoelen en intern kleinere luchtkamers. De ruggenwervels hebben grote ruggenmergkanalen. Het heiligbeen heeft een enorm ruggenmergkanaal. Het heiligbeen heeft een groeve op de onderzijde die niet de volle lengte beslaat. De sacrale wervels zijn niet gepneumatiseerd.

### Skelet
De voorste ruggenwervel is vijfenveertig millimeter lang. De zijkanten hebben grote ondiepe uithollingen die ware pleurocoelen zijn omdat ze doorboord worden door foramina van een halve centimeter doorsnede. Hierdoor bereikten uitlopers van een luchtzak het binnenste van de wervel, waar kleinere luchtkamers zichtbaar zijn. Die kamers zetten zich voort tot in het doornuitsteeksel. De onderzijde van het zijuitsteeksel heeft een hoge richel op de voorrand en de achterrand met ertussen een diepe driehoekige uitholling die aan de bases de wervelboog binnendringt. De trog wordt in tweeën gedeeld door een dunne verticale richel die uniek is voor Vectiraptor. Het ruggenmergkanaal is groot. Het verdiept zich intern naar achteren toe zodat het dwarsprofiel druppelvormig wordt, met een onderste lob die het wervellichaam indringt, zoals bij Rahonavis. Het doornuitsteeksel heeft een diepe uitholling op de voorzijde; hieraan was het kapsel verbonden dat contact maakte met het doornuitsteeksel van de voorgaande wervel.

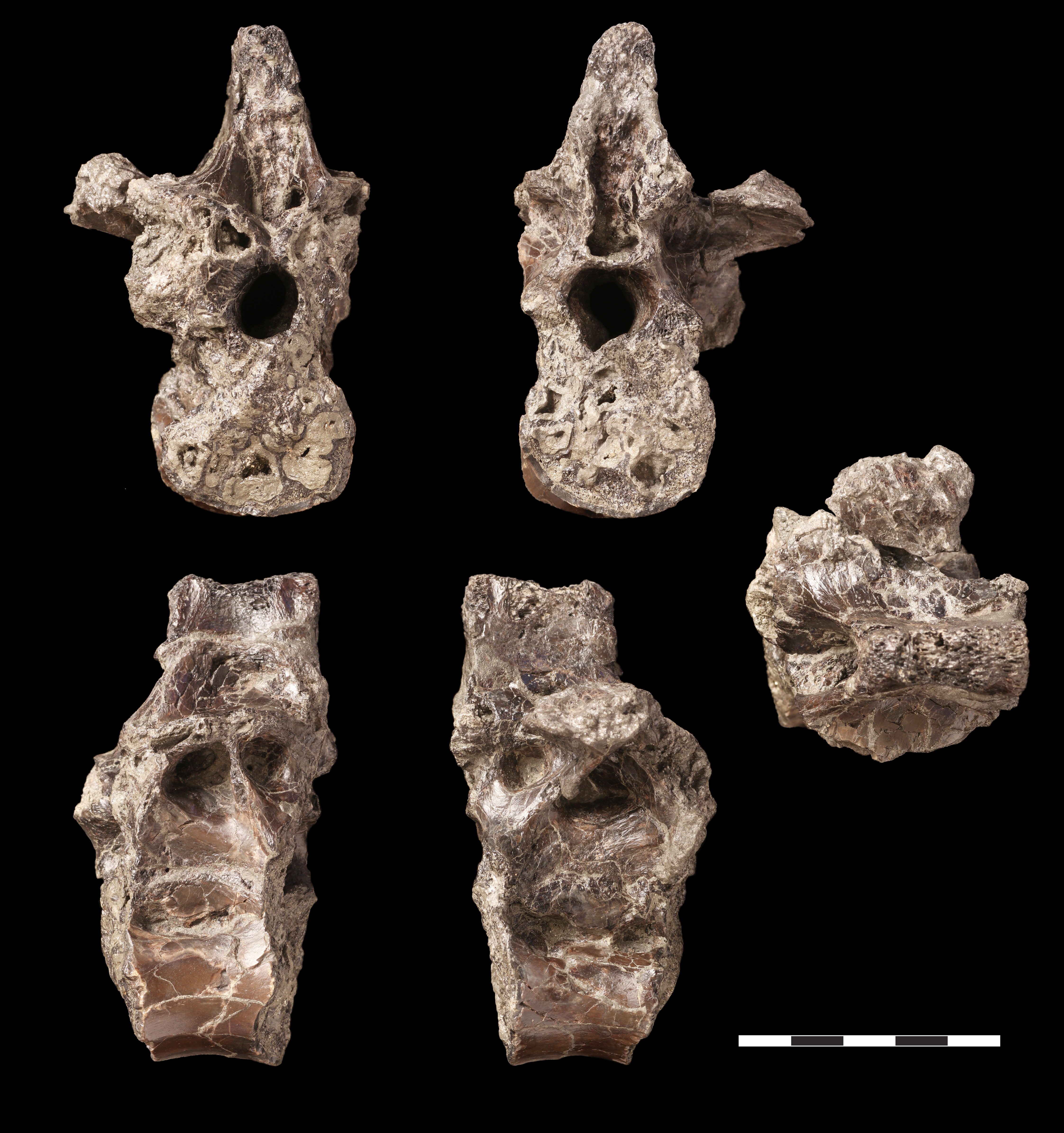
De achterste ruggenwervel is veel beter bewaard gebleven dan de voorste

Bij de achterste ruggenwervels is het wervellichaam relatief langwerpig, wat afwijkend zou zijn voor een eudromaeosauriër. De botwanden zijn twee millimeter dik en de schotten tussen de luchtkamers één millimeter, wat relatief hoge waarden zijn. Er zijn diepe smalle pleurocoelen. Het zijuitsteeksel toont de normale drie uithollingen, inclusief die richting het achterste gewrichtsuitsteeksel, welke hier zeer diep is. Het verticale richeltje ontbreekt hier. Het ruggenmergkanaal verbreedt zich ook hier sterk naar achteren, maar minder dan bij Saurornitholestes. Weer is er een druppelvormig profiel, nu met twee doorboringen van de bovenste centrumwand zoals bij sommige vogels. Het doornuitsteeksel is kort in zijaanzicht, maar zeer breed overdwars. Zeer brede troggen voor kapsels liggen op de voorzijde en achterzijde, breder dan bij alle verwanten behalve Saurornitholestes. Aan de achterzijde lopen ze zo ver naar onderen door dat de achterste gewrichtsuitsteeksels uiteen gedrongen worden.

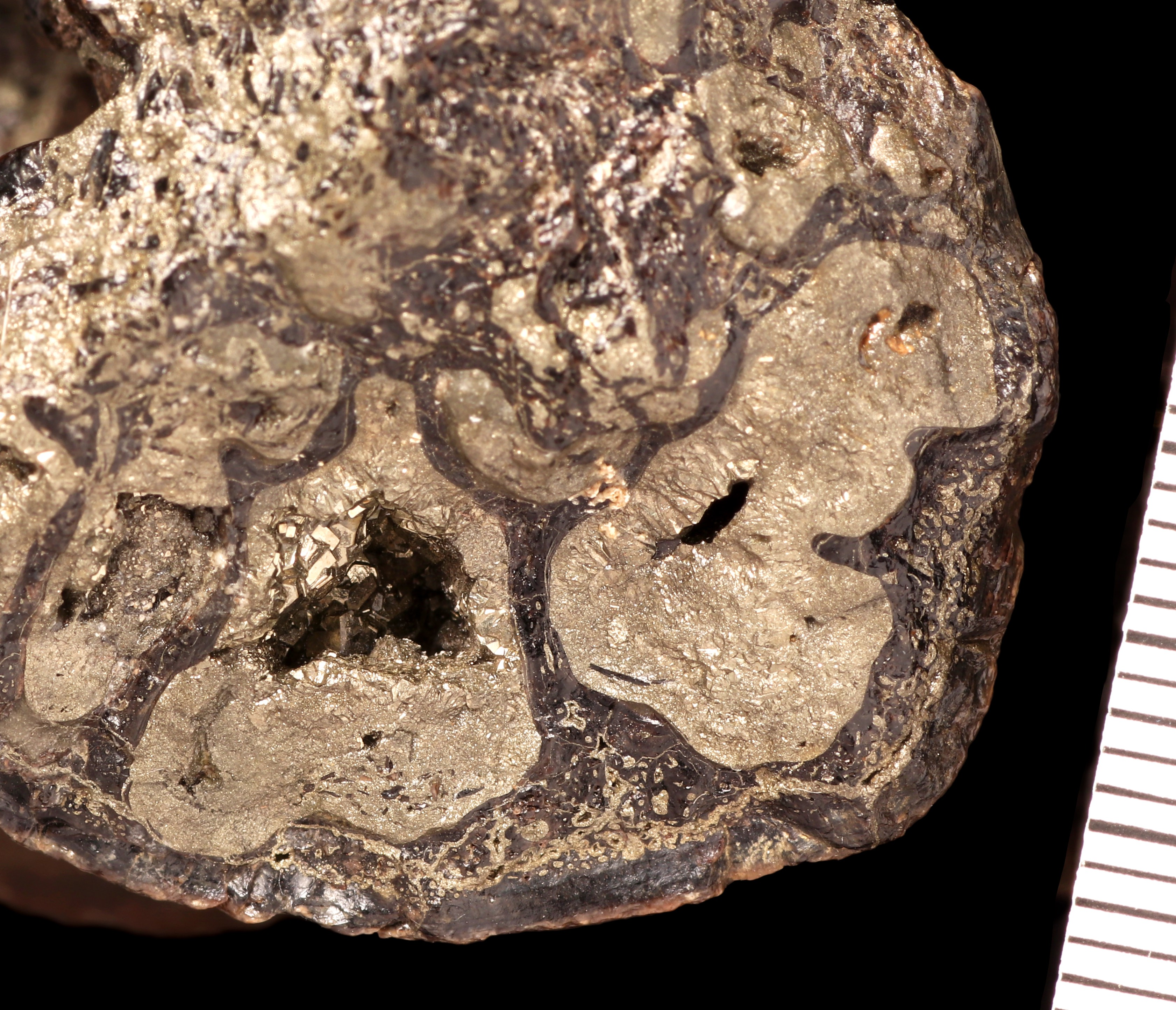
De "camellate" luchtholten, gedeeltelijk opgevuld met sediment, zichtbaar op de voorzijde van het facet van het centrum van de achterste ruggenwervel

Het stuk heiligbeen bestaat uit twee vergroeide wervels en een stuk doornuitsteeksel van een achterliggende wervel. Als Vectiraptor vooraan een uit de rug "ingevangen" dorsosacraal bezat, het totaal op zes brengend, zijn de wervels vermoedelijk de tweede en derde sacrale wervel. Zo niet, en is het totaal vijf, dan zijn het de eerste en tweede. De eerste sacrale wervel is laag en breed met een overdwars bol gekromd ondervlak dat iets hol is in zijaanzicht zoals bij Ornithodesmus. De zijkanten hebben brede driehoekige uithollingen die echter geen echte pleurocoelen zijn omdat ze niet doorboord worden door pneumatische foramina. Het wervellichaam is dan ook niet gepneumatiseerd en de interne botstructuur bestaat niet uit luchtkamers, maar is sponsachtig. De wervelboog is breed gewelfd met een enorm ruggenmergkanaal dat achteraan vijfentwintig millimeter breed is. Zo'n kanaal tonen ook Saurornitholestes langstoni en Rahonavis.
De tweede sacrale wervel is veel smaller. Het draagt een enorm zijuitsteeksel. Van dit uitsteeksel uit loopt een smalle richel naar het doornuitsteeksel. Ook hier vormt de wervelboog een breed gewelf, maar smaller dan bij de eerste wervel. Het doornuitsteeksel is smal.
De wervelbogen van de eerste en tweede wervel raken elkaar bovenaan zodat grote zijdelingse doorboringen ontstaan. De beschrijvers dachten dat deze openingen pneumatisch waren en toegang zouden bieden aan een luchtholte die een deel van het ruggenmergkanaal gevuld zou hebben.

## Fylogenie
Vectiraptor werd binnen de Dromaeosauridae in de Eudromaeosauria geplaatst, overigens zonder exacte cladistische analyse. Kenmerken die typisch dromaeosauride zijn omvatten parapofysen, onderste ribfacetten, die op steeltjes staan, en wervellichamen die breder zijn dan hoog. Kenmerken gedeeld met de Eudromaeosauria zijn relatief korte wervellichamen van de ruggenwervels, achterste ruggenwervels met pleurocoelen, doornuitsteeksels die hoog zijn en nauw in zijaanzicht, en brede verruwingen voor de kapsels die de doornuitsteeksels verbinden. Dit laatste kenmerk kan een synapomorfie zijn van de klade.
Tot 2021 waren uit het Onder-Krijt alleen eudromaeosauriërs uit Noord-Amerika bekend. Onder voorbehoud werd gesuggereerd dat Eudromaeosauria via landbruggen, of misschien zwemmend dan wel op vlotten plantenmateriaal meedrijvend, van Amerika uit Europa hadden bereikt. Opvallend is dat Europese dromaeosauriden uit het Opper-Krijt niet aan Vectiraptor verwant waren. Het zouden volgens de beschrijvers Unenlagiinae kunnen zijn geweest, dus wellicht in oorsprong vliegende vormen.